# Hallmark Hall of Fame
Hallmark Hall of Fame è una serie televisiva antologica statunitense, in onda dal 1951. Si tratta della più longeva serie televisiva della storia. Il primo programma ha presentato l'opera di Gian Carlo Menotti "Amahl and the Night Visitors" e il ballerino Nicholas Magallanes.